# Нордмо Лёвберг, Осе
Осе Нордмо-Лёвберг (норв. Aase Nordmo Løvberg; 10 июня 1923, Молсэльв — 25 января 2013, Лиллехаммер) — норвежская оперная певица, сопрано, один из величайших голосов послевоенной Норвегии. На протяжении многих лет пела в Королевской опере в Стокгольме.
Осе Нордмо родилась в Молсэльве (Тромс) в семье фермера, в 1947 году вышла замуж за Г. Э. Лёвберга, с которым впоследствии развелась. Одновременно с обучением в бизнес-школе в Тромсе начала учиться пению. Обучение вокалу продолжила с 1941 года в Осло. В 1945 впервые выступила в концерте в Центральном театре Осло. Получила стипендию, благодаря которой смогла учиться в Королевском театре Копенгагена у Ингеборги Стеффенсен. Дебютировала на профессиональной концертной сцене в 1948 году в Осло, была отмечена критикой. В опере впервые выступила в 1952 году в Осло. В период с 1952 по 1970 годы Лёвберг жила и работала в Стокгольме, тенор Юсси Бьёрлинг был постоянным партнёром певицы. Лёвберг выходила на сцену Венской оперы, Байрёйтского фестиваля, Метрополитен-опера, выступала с Гербертом фон Караяном и Георгом Шолти.
После возвращения в 1970 году в Норвегию Лёвберг преподавала в консерватории в Осло, с 1973 по 1990 годы была профессором Норвежской музыкальной академии, с 1978 по 1981 годы возглавляла Норвежскую оперу. Кавалер 1 класса (1957) и командор (1981) ордена Святого Олафа, командор шведского Ордена Полярной звезды, кавалер других зарубежных наград, лауреат премии Гаммленга (2000, в номинации «Ветеран»). В последние годы Осе Нордмо-Лёвберг жила в Лиллехаммере.

## Избранные записи
- 1953 — Дон Карлос (Дж. Верди): Елизавета Валуа
- 1954 — Сельская честь (П. Масканьи): Сантуцца
- 1956, 1960 — Валькирия (Р. Вагнер): Зиглинда
- 1960 — Гибель богов (Р. Вагнер): Третья норна
- 1960 — Фиделио (Л. ван Бетховен): Леонора
- 1960, 1966 — Лоэнгрин (Р. Вагнер): Эльза